# 국립강릉원주대학교 박물관
국립강릉원주대학교 박물관(江陵原州大學校 博物館, Gangneung-Wonju National University Museum)은 1979년 설립된 강릉대학의 박물관을 전신으로 하고 있는 강원특별자치도의 대학 종합박물관이다.
강릉대학이 1991년 종합대학교인 강릉대학교로 승격됨에 따라 강릉대학교 박물관이 되었다가, 2009년 원주대학과의 통합 이후 교명 변경으로 강릉원주대학교 박물관으로 이름을 바꾸었다. 1969년 설립된 강릉교육대학 향토관이 모태이며, 점차 박물관으로 발전하여 지금에 이르렀다.
약 1,774m² 크기에 6,493점의 유물을 보유하고 있다. 선사시대, 특히 철기시대 유물이 풍부하며, 강릉과 원주뿐만 아니라, 양양, 속초, 횡성 등지의 유적지에서 발굴한 유물 등이 전시되어 있다.

## 연혁
국립강릉원주대학교 박물관은 1968년 강릉교육대학 시기 초당캠퍼스에 위치하던 시절 교사를 건축하는 과정에서 출토된 선사 시대 유적을 보관, 연구하기 위한 목적으로 강릉교육대학 향토박물관으로 설립된 것이 시작이다. 이후 1973년 10월 1일부터 강릉교육대학 민속박물관, 강릉초급대학 민속박물관 등으로 사용었다.
1979년 단과대학으로 승격하며 강릉대학 박물관 명칭을 사용하였다. 1991년 종합대학 승격에 따라 강릉대학교 박물관으로 개칭되었고, 2009년 3월 1일, 교명 변경에 따라 강릉원주대학교 박물관으로 있다. 2007년부터 현재의 국립강릉원주대학교 강릉캠퍼스 학술정보지원센터 건물로 입주하여 전시실을 조성하고 있다.

## 전시
전시는 4개의 전시실로 나누어 상설전시하고 있으며, 선사문화실, 역사문화실, 민속실과 교사자료실로 나누어져 있다. 강릉 지역의 역사를 중점으로 연구하고 있으며, 민속실의 경우 강릉지역의 옛자료들도 함께 전시하고 있다. 교사자료실의 경우, 국립강릉원주대학교의 발자취와 관련한 것들을 정리해 놓아 학교의 역사를 설명하고 홍보의 장으로 사용되고 있다.

### 선사문화실
역사시대 이전 유물들을 전시하고 있다. 강릉시 심곡리 석기와 방내리 석기, 동해시 송정동 목걸이, 양양군 오산리 유적 등을 관람할 수 있다.

### 역사문화실
한반도의 삼국 시대와 고려, 조선 대 유물들을 전시하고 있다.

### 민속실
강원도 강릉시 일대의 근·현대 시기 사용되었던 민속 물품들을 소장하고 전시하고 있다.

### 교사자료실
학교의 전신인 강릉사범학교 대 부터 강릉교육대학, 강릉대학교를 거쳐 현재에 이르기까지의 학교의 역사를 살펴볼 수 있다.

## 같이 보기
- 국립강릉원주대학교
- 대한민국의 박물관과 미술관 목록